# سبيس لاينار
سبيس لاينار (بالإنجليزية: SpaceLiner)‏ هي مفهوم لنقل أسرع من الصوت، والذي تم تصميمه في المركز الألماني للفضاء في عام 2005.  في دوره الثاني، تم تصميم سبيس لاينار كأداة إطلاق قابلة لإعادة الاستخدام قادرة على إيصال حمولات ثقيلة إلى المدار.
فهي مشروع طويل الأجل للغاية، وليس لديه حاليًا التمويل المخصص لبدء تطوير هذا النظام. كانت التوقعات في عام 2015 أنه إذا تم تأمين التمويل الكافي في نهاية المطاف ، فقد يصبح مفهوم سبيس لاينار طائرة فضائية تشغيلية في الأربعينيات من القرن الواحد والعشرين.

## نظام الدفع
يهدف مفهوم سبيس لاينار إلى استخدام نوع واحد من محركات الصواريخ السائلة القابلة لإعادة الاستخدام والتي تعمل في وضع دورة احتراق كامل التدفق. يتماشى وجود تصميم محرك مشترك لمرحلتي سبيس لاينار مع قواسم النظام المشتركة، ومن المتوقع أن يدعم تحسين التكلفة في مرحلتي التطوير والإنتاج. يتم تكييف نسبة توسع الفوهة مع المهام المختلفة لمراحل الداعم والركاب. علاوة على ذلك ، سيتم استخدام الهيدروجين السائل والأكسجين السائل كوقود دفع، وهو مزيج قوي للغاية مع بقاء صديقة للبيئة.

## التاريخ
في نهاية عام 2012 ، أدت التحقيقات والدراسات إلى تنقيح وتعريف إصدارسبيس لاينار بناءً على نتائج الدراسات السابقة، كان التطور مستمراً بشكل مستمر من خلال اعتبارات تفصيلية ومتعمقة متزايدة ونمذجة ومحاكاة للأنظمة الفرعية المختلفة، ويتم تصميمها وتكاملها. تمت دراسة المتغيرات المختارة لتكوين خط الأساس في ضوء المتطلبات والمواصفات المختلفة مع النتائج المرتبطة التأثير على وإعادة توجيه عملية التكوين بأكملها